# Krivaj (Lipovljani)
Krivaj je naselje u Republici Hrvatskoj, u sastavu Općine Lipovljani u Sisačko-moslavačkoj županiji. 

## Stanovništvo
Prema popisu stanovništva iz 2001. godine, naselje je imalo 368 stanovnika te 119 obiteljskih kućanstava.
| broj stanovnika | 189   | 247   | 269   | 381   | 434   | 458   | 434   | 422   | 508   | 509   | 495   | 348   | 419   | 400   | 368   | 307   | 237   |
|                 | 1857. | 1869. | 1880. | 1890. | 1900. | 1910. | 1921. | 1931. | 1948. | 1953. | 1961. | 1971. | 1981. | 1991. | 2001. | 2011. | 2021. |

## Gospodarstvo
Većina stanovnika sela bavi se poljoprivredom i radi u obližnjim Lipovljanima ili moslavačkom središtu Kutini.